# Гатарта
Гатарта (латыш. Gatarta) — малое село в Латвии, в составе Друстской волости Раунского края. Расположено в центральной части волости, в 3 км от волостного центра Друсты, в 33 км от краевого центра Рауна и 112 км от Риги, у автодороги P29.
До 1949 года являлось волостным центром, позднее — центром сельсовета. В советское время входило в состав Цесисского района.
По данным на 2007 год, в населённом пункте проживало 24 человека.